# Velleguindry-et-Levrecey
Velleguindry-et-Levrecey é uma comuna francesa na região administrativa de Borgonha-Franco-Condado, no departamento de Alto Sona. Estende-se por uma área de 10,54 km². Em 2010 a comuna tinha 154 habitantes (densidade: 14,6 hab./km²).